# 朝来村 (和歌山県)
朝来村（あっそむら）は、和歌山県西牟婁郡にあった村。現在の上富田町南紀の台および大字朝来・岩崎にあたる。

## 地理
- 河川：富田川、馬川

## 歴史
- 1889年（明治22年）4月1日 - 町村制の施行により、朝来村・岩崎村の区域をもって発足。
- 1956年（昭和31年）9月30日 - 生馬村と合併して富田川町が発足。同日朝来村廃止。

## 交通

### 鉄道路線
- 日本国有鉄道
  - 紀勢西線（現・紀勢本線）
    - 朝来駅

### 道路
- 国道170号（現・国道42号）